# Panique à Needle Park
Pour plus de détails, voir Fiche technique et Distribution.
Panique à Needle Park (The Panic in Needle Park) est un film américain réalisé par Jerry Schatzberg, sorti en 1971, adapté d'un roman de James Mills (en) par les écrivains américains Joan Didion et John Gregory Dunne.

## Synopsis
Le film dépeint la vie d'un groupe d'héroïnomanes à New York. Le contexte est pour eux particulièrement difficile en raison d'une grande pénurie de drogue à New York par suite d'une saisie faite par les forces de l'ordre. Bobby (Al Pacino), un des héroïnomanes, tombe amoureux de Helen (Kitty Winn) et l'initie à cette drogue. Le film est donc surtout la chronique de leur chute, d'une charmante histoire d'amour à l'enfer de la toxicomanie.

## Fiche technique
- Titre : Panique à Needle Park
- Titre original : The Panic in Needle Park
- Réalisation : Jerry Schatzberg
- Scénario : Joan Didion, John Gregory Dunne, d'après le roman de James Mills
- Direction artistique : Murray P. Stern
- Décors : Philip Smith
- Costumes : Jo Ynocencio
- Photographie : Adam Holender
- Montage : Evan Lottman
- Production : Dominick Dunne
- Production associée : Roger M. Rothstein
- Société de production : Twentieth Century Fox, Gadd Productions Corp., Didion-Dunne, Inc.
- Société de distribution : Twentieth Century Fox
- Pays d'origine :  États-Unis
- Langue originale : anglais
- Format : couleurs - 1,85:1 - mono
- Genre : Drame
- Durée : 110 minutes
- Date de sortie : 
  -  France : 1er juin 1971
  -  États-Unis : 13 juillet 1971
- Interdit aux moins de 12 ans en salles en France

## Distribution
Remarque : Doublage tardif effectué dans les années 1980
- Al Pacino (VF: Patrick Poivey) : Bobby
- Kitty Winn (VF : Séverine Morisot) : Helen Rogers
- Alan Vint (VF : Luq Hamet) : le détective Hotch (brigade des stupéfiants)
- Richard Bright : Hank
- Kiel Martin : Chico
- Michael McClanathan : Sonny
- Warren Finnerty : Sammy
- Marcia Jean Kurtz : Marcie
- Raúl Juliá : Marco
- Angie Ortega : Irene
- Larry Marshall : Mickey
- Paul Mace : Whitey
- Nancy MacKay : Penny
- Gil Rogers : Robins
- Joe Santos : le détective DiBono
- Paul Sorvino : Samuels

## Commentaire
Avec ce film, situé à New York (sur la côte est des États-Unis) en 1971, on est bien loin de l'image de l'univers des drogues douces et de leur usage récréatif auquel nous avaient habitués les années soixante et la Californie (côte ouest). Ici, l'atmosphère bon enfant du mouvement hippie et du festival de Woodstock n'est qu'un lointain souvenir, et il n'en reste que les déchets. Jerry Schatzberg dépeint avec un grand réalisme la vie quotidienne des drogués qu'il met en scène, les piqûres et les overdoses, la prostitution pour se procurer les doses, plongeant ainsi le spectateur dans cet enfer sans issue possible.

## Production

### Origine du titre
La panique (« panic » en anglais) désigne dans l'argot employé par les protagonistes la pénurie et la crise suivant une saisie de drogues.
Needle Park (parc de l'aiguille) était le surnom donné par les toxicomanes au Sherman Square (en) (dans l'Upper West Side), lieu où ils se fournissaient en drogue auprès des dealers, dans les années 1960/1970.

### Casting
Didion et Dunne ont rendu visite à Jim Morrison, chanteur vedette de The Doors, durant l'enregistrement de l'album Waiting For The Sun, pour le convaincre d'accepter le rôle de Bobby, rôle qui échoit finalement à Pacino. Bobby est le premier rôle principal d'Al Pacino au cinéma. Il joue aux côtés d'une brillante partenaire, Kitty Winn (prix d'interprétation féminine du Festival de Cannes).

### Bande-originale
Ce film ne comprend aucune musique.

### Sortie vidéo
Le film sort en DVD et Blu-Ray le 20 juin 2016.

## Article annexe
- Psychotrope au cinéma et à la télévision